# Rachid Ghanimi
Rachid Ghanimi (Khouribga, 25 de abril de 2001) é um futebolista marroquino que atua como goleiro. Atualmente joga pelo Fath Union Sport.

## Carreira nos clubes
Ghanimi assinou seu primeiro contrato profissional com o RC Oued Zem em 2020. Ele nunca jogou nenhuma partida, principalmente como goleiro reserva. Ele foi um substituto não utilizado na derrota por 2 a 0 para o Hassania Agadir. Buscando mais tempo de jogo regular, Ghanimi deixou o Oued Zem em agosto de 2023 para se juntar ao Fath Union Sport em Rabat por uma taxa não revelada. Ele fez sua estreia em Rabat no empate por 0 a 0 contra o Olympic Safi. Ghanimi também jogou no jogo seguinte contra o Hassania no jogo por 3 a 1, com Ghanimi sofrendo apenas um pênalti. Ghanimi também jogaria no empate por 1 a 1 contra o MA Tétouan e na vitória por 1 a 0 contra o JS Soualem, com Ghanimi defendendo um pênalti neste último.

## Carreira internacional
Ghanimi foi convocado para a seleção marroquina de futebol para jogar nos amistosos contra Cabo Verde e África do Sul. Ele apareceu no banco contra a África do Sul, mas não jogou nenhuma partida. Ghanimi também jogou uma partida pela seleção marroquina de futebol sub-23, com Tarik Sektioui optando por lhe dar uma chance na vitória por 2 a 0 contra a seleção nacional de futebol sub-21 do País de Gales. Ghanimi foi um membro da seleção marroquina que venceu a Copa das Nações Africanas Sub-23 de 2023.
Ghanimi foi incluído na equipe marroquina para as Olimpíadas de Verão de 2024. Marrocos ganhou a medalha de bronze.

## Títulos
Marrocos sub-23
- Jogos Olímpicos: 2024 (medalha de bronze)